# Дидерих, Жан
Жан (Бим) Дидерих (люкс. Jean (Bim) Diederich; род. 20 февраля 1922 в Эш-сюр-Альзетте, Люксембург — ум. 6 декабря 2012 в Петанже, Люксембург) — люксембургский шоссейный велогонщик. Победитель трёх этапов на Тур де Франс, многоразовый призёр национального чемпионата.

## Достижения
1945
2-й Тур Люксембурга
1946
2-й Тур Люксембурга
1947
2-й Тур Люксембурга
1-й Этап 6
6-й Чемпионат мира в групповой гонке
1948
1-й Этап 5b Тур Нидерландов
2-й  Чемпионат Люксембурга в групповой гонке
1949
1-й  Тур Люксембурга
1-й Этап 2
9-й Чемпионат мира в групповой гонке
8-й Тур Романдии
1950
1-й Этап 15 Тур де Франс
2-й  Чемпионат Люксембурга в групповой гонке
2-й Тур Люксембурга
3-й Критериум Дофине Либере
1951
1-й Этап 2 Тур де Франс
2-й Тур Люксембурга
2-й Тур Кёльна
3-й  Чемпионат Люксембурга в групповой гонке
1952
1-й Этап 5 Тур де Франс
4-й Тур Люксембурга
1953
2-й  Чемпионат Люксембурга в групповой гонке
2-й Флеш Хеспенгау
4-й Тур Люксембурга

## Статистика выступлений

### Гранд-туры
| Гонка           | 1947 | 1948 | 1949 | 1950 | 1951 | 1952 | 1953 |
| --------------- | ---- | ---- | ---- | ---- | ---- | ---- | ---- |
| Джиро д'Италия  | —    | —    | —    | —    | —    | —    | —    |
| Тур де Франс    | 15   | —    | 15   | 18   | 12   | НФ   | НФ   |
| Вуэльта Испании | —    | —    | —    | —    | —    | —    | —    |

| —  | Не участвовал  |
| НФ | Не финишировал |